# Almost a Dance
Almost a Dance to drugi studyjny album grupy muzycznej The Gathering.

## Lista utworów
1. "On a Wave" – 5:53
2. "The Blue Vessel" – 6:04
3. "Her Last Flight" – 8:47
4. "The Sky People" – 4:27
5. "Nobody Dares" – 3:32
6. "Like Fountains" – 7:41
7. "Proof" – 6:18
8. "Heartbeat Amplifier" – 4:51
9. "A Passage to Desire" – 6:44